# Hilary Koprowski
Hilary Koprowski, född 5 december 1916 i Warszawa, Polen, död 11 april 2013 i Wynnewood, Pennsylvania, USA, var en polsk-amerikansk virolog och immunolog och uppfinnare av världens första effektiva vaccin mot polio. Han skrev eller var medförfattare till över 875 vetenskapliga artiklar och redigerade flera vetenskapliga tidskrifter.
Koprowski blev anklagad för att varit inblandad i att sprida AIDS i Kongo på 1950-talet i samband med sin polioforskning - en anklagelse som var grundlös och som journalisten Edward Hooper och tidningen Rolling Stone tvingades be om ursäkt för.

## Biografi
Koprowski föddes i judisk familj. Hans föräldrar möttes 1906, då fadern Paweł Koprowski tjänstgjorde i den imperialistiska ryska armén och flyttade till Warszawa 1912 snart efter deras giftermål. Hans mor Sonia, född Berland, var tandläkare från Berdichev. Koprowski gick på Mikołaj Rej Secondary School i Warszawa, och från tolv års ålder tog han pianolektioner vid Warszawas konservatorium. Han tog 1939 en medicinsk examen vid Warszawas universitet. Han tog samtidigt musikexamina vid Warszawas konservatorium och 1940 vid Santa Cecilia-konservatoriet i Rom. Han antog vetenskaplig forskning som sitt livsverk, men gav aldrig upp musiken och komponerade flera musikaliska verk. I juli 1938 gifte sig Koprowski med Irena Grasberg.
Efter Tysklands invasion av Polen 1939, flydde Koprowski och hans hustru, också läkare, landet med hjälp av Koprowskis familjeföretagsförbindelser i Manchester, England. Hilary åkte till Rom, där han tillbringade ett år med att studera piano vid Santa Cecilia Conservatory, medan Irena åkte till Frankrike, där hon födde deras första barn och arbetade som behandlande läkare på ett psykiatriskt sjukhus.
När invasionen av Frankrike hotade 1940 flyttade familjen Koprowski till Brasilien, där Koprowski arbetade i Rio de Janeiro för Rockefeller Foundation. Hans forskningsområde under flera år var att hitta ett levande virusvaccin mot gula febern. Efter andra världskriget bosatte sig Koprowskis i Pearl River, New York, där han anställdes som forskare för Lederle Laboratories, läkemedelsdivisionen av amerikanska Cyanamid. Här började han sina polioexperiment, vilket slutligen ledde till skapandet av det första orala poliovaccinet. Koprowski var föreståndare för Wistar Institute, 1957–1991, under vilken tid Wistar fick internationellt erkännande för sin vaccinforskning och blev ett cancercenter inom National Cancer Institute. 
Koprowski avled 2013, 96 år gammal i Wynnewood, nära Philadelphia, Pennsylvania, av lunginflammation.

## Vetenskapligt arbete

### Poliovaccin
Under tiden på Lederle Laboratories, skapade Koprowski ett tidigt poliovaccin, baserat på ett oralt administrerat försvagat poliovirus. Vid forskningen om ett potentiellt poliovaccin hade han inriktat sig på levande virus som var dämpade snarare än på dödade virus (de senare blev grunden för det injicerade vaccinet som senare utvecklades av Jonas Salk).
Koprowski utvecklade sitt poliovaccin genom att dämpa viruset i hjärnceller hos en bomullsråtta, Sigmodon hispidus, en art i Nya världen som är mottaglig för polio. Han gav vaccinet till sig själv i januari 1948 och den 27 februari 1950 till 20 barn i Letchworth Village, ett hem för funktionshindrade personer i Rockland County, New York. Sjutton av de 20 barnen utvecklade antikroppar mot poliovirus – de andra tre hade tydligen redan antikroppar – och inget av barnen utvecklade komplikationer. Inom 10 år användes vaccinet på fyra kontinenter.

### Rabiesvaccin
Förutom sitt arbete med poliovaccinet gjorde Koprowski (tillsammans med Stanley Plotkin och Tadeusz Wiktor) ett betydande arbete med ett förbättrat vaccin mot rabies. Gruppen utvecklade HDCV-rabiesvaccinet på 1960-talet vid Wistar Institute. Det licensierades för användning i USA 1980.

### Andra aktiviteter
Den 3 juni 1983 disputerade Koprowski vid Medicinska fakulteten vid Uppsala universitet.
Koprowski var medlem av National Academy of Sciences, American Academy of Arts and Sciences, New York Academy of Sciences och Polska Institutet för konst och vetenskaper i Amerika. Han hade utländskt medlemskap i Jugoslaviska akademin för vetenskaper och konst, Polska vetenskapsakademin, Ryska medicinska vetenskapsakademin, och Finska Vetenskaps-Societeten. 

## Utmärkelser och hedersbetygelser
- John Scott-medaljen,  1990[6]
- Officer av Polonia Restituta,  25 juli 1994
- Kommendör med stjärna av Polonia Restituta,  12 maj 1998
- Andrzej Drawicz-priset,  2005[7]
- Storkors av Polonia Restituta,  13 juli 2007
- Vita örnens orden,  2018
- Fulbright-programmet
- Leendets orden
- Hederslegionen

[Redigera Wikidata]